# 長枝吸引效應
在系统发生学中，長枝吸引效應（英語：Long branch attraction, LBA），意指在分析物种演化历史或亲缘关系時，实际远缘的谱系（即具有長枝者）被误分群在一起的現象。该效應形成的原因一般为某一谱系在历史上发生了大量遗传或形态层面的变化（在系统树上表现为较长的枝长），表面上与其它积累变化数较多的长枝相似，致使建树软件错误地仅以枝长为依据将谱系推断为关系较近。长枝往往倾向于聚类在系统树的基部，因为用于代表外群的谱系通常也具有较长的枝。
在各种系统发生推断方法中，由于最大简约法的原理是单凭相对性状变化数量来推断亲缘关系，因此长枝吸引常被视为最大简约法的缺陷。舉例而言，在依據DNA序列的分析中，當序列經由快速演化而產生兩個（或多個）支系時，將會產生問題。核苷酸僅四種（A, T, C, G），當DNA置換率高時，兩個支系在同一位點演化出相同核苷酸的機率會增加;當發生這種情況時，簡約法會錯誤地將趨同演化解釋為衍徵。对于这种情况，一种解决策略是可通过增加樣本来打斷長枝，或改用演化速率在所选类群间相对接近的分子标记來修正在同一位點多次置換的問題。但长枝吸引也可能由其他多种因素引起，真正意义上的长枝吸引所发生的频率尚不明确且存在争议，且该现象可能发生在任意推断方法下。在建树所涉及的类群总体分化程度较大时，长枝容易形成，长枝吸引所造成的偏差也更为常见。有时，长枝吸引现象的发生意味着系统发生关系推断结果可能不准确，例如采用不同数据类型，不同的序列分区方式，或是不同的演化模型可能会导致长枝在树上的位置改变。 
也有一些观点认为其不可检验，因此在经验系统发育推断中无关紧要。